# Wolfgang Stroothenke
Wolfgang Hendrik Stroothenke (né le 15 novembre 1913 à Berlin, mort en mai 1945 à Ihlenfeld) est un théologien protestant allemand.

## Biographie
Strothenke est élève du lycée Lessing (de) à Berlin-Gesundbrunnen. Il étudie la théologie protestante à l'université Frédéric-Guillaume de Berlin avec un intérêt particulier pour la théologie pratique et la diaconie ecclésiale. Il est membre de la Deutschnationale Studentenschaft et donne des conférences dans des groupes d'étudiants. Il écrit des poèmes spirituels.
Après avoir soutenu sa thèse théologique et en même temps philosophique, il obtient son doctorat le 18 octobre 1939 en tant que licencié en théologie. En 1939, il déclare sa collaboration à l'Institut pour l'étude et l'élimination de l'influence juive sur la vie de l'Église allemande (de).
L'"hygiéniste racial" Fritz Lenz écrit l'avant-propos de la thèse de Strothenke, Erbpflege und Christentum, sur les soins héréditaires et le christianisme. Le livre paru en 1940 est le 19 février 1941 mis à l’Index librorum prohibitorum. Selon un rapport de l'ambassade du Troisième Reich auprès du Saint-Siège, la justification en est « l'accent mis sur la valeur morale de la personnalité, quelles que soient ses caractéristiques physiques et psychologiques, et le rejet strict de l'euthanasie et de la stérilisation » par le Vatican. En RDA, en 1952, le livre est interdit par le ministère de l'Éducation.
Wolfgang Stroothenke est officier de réserve en France à l'été 1940 lors de la publication de son livre.
Il devient Leutnant puis Oberleutnant dans la Flak. En 1942, il épouse Elisabeth Preuss (plus tard médecin assistante à la clinique universitaire chirurgicale) à Erlangen et a avec elle deux filles. En mai 1945, il meurt au combat à Ihlenfeld et y est enterré avec d'autres soldats dans une fosse commune au cimetière de l'église du village.